# Марьямяки, Лаури
Ла́ури Ма́рьямяки (фин. Lauri Marjamäki; род. 29 мая 1977, Тампере, Хяме) — финский хоккейный тренер, главный тренер клуба «Кярпят».

## Карьера
Играл в хоккей за юношеские команды двух клубов из родного города — «Коовее» и «Ильвес». На профессиональном уровне как игрок не выступал.
Его рано привлекла тренерская деятельность, и уже в 22 года ему доверили тренировать юношей не старше 18 лет в клубе «Ильвес». В 2002 году Марьямяки перешёл работать в клуб «Эспоо Блюз» СМ-лиги, главный тренер его команды U-20 (2004—2007), тренер-ассистент команды мастеров (2007—2011). Тренер-ассистент молодёжной сборной Финляндии на МЧМ-2010, главный тренер молодёжной сборной Финляндии в сезоне 2010/11.
В межсезонье 2011 года сменил Петри Матикайнена на посту главного тренера «Эспоо Блюз». По итогам сезона 2011/12 — дебютного для Лаури в должности главного тренера в СМ-лиге — команда из Эспоо стала 4-й. В следующем сезоне команде не удалось выйти в плей-офф, а Марьямяки покинул пост в феврале 2013 года — за месяц до конца «регулярки». Эта неудача не помешала Марьямяки остаться востребованным специалистом: сезон 2013/14 он начал как главный тренер команды СМ-лиги «Кярпят» и одновременно член тренерского штаба взрослой сборной Финляндии. Работая затем с «горностаями» из Оулу, Марьямяки дважды побеждал в чемпионате Финляндии (2014, 2015), стал бронзовым призёром чемпионата Финляндии (2016), получил приз имени Калеви Нумминена как тренер года в финской Лиге (2015). Также «Кярпят» под руководством Марьямяки стал финалистом Хоккейной Лиги чемпионов в сезоне 2015/16.
В 2016—2018 годах — главный тренер сборной Финляндии.
В ноябре 2017 года Марьямяки подписал контракт по формуле 2+2 с клубом КХЛ «Йокерит». Приступил к работе в качестве главного тренера 1 июня 2018 года.

## Личная жизнь
Марьямяки — инструктор по физическому воспитанию и имеет специальную квалификацию тренера. Супруга Лаури — Сари (урождённая Фиск, род. 1971), хоккеистка, многолетний игрок сборной Финляндии, бронзовый призёр ОИ-1998, многократный бронзовый призёр чемпионатов мира. У Лаури и Сари двое детей — сын и дочь.

## Достижения
В качестве главного тренера:
- бронзовый призёр СМ-лиги — 2016
- обладатель Канада-малья — 2013/14, 2014/15
- серебряный призёр молодёжного первенства Финляндии — 2007
- бронзовый призёр первенства Финляндии среди юниоров — 2006

В качестве помощника главного тренера:
- дважды серебряный призёр СМ-лиги — 2008, 2011
- бронзовый призёр Олимпийских игр — 2014
- серебряный призёр чемпионата мира 2014 — 2014